# El tango de la guardia vieja
El tango de la guardia vieja es una novela de Arturo Pérez-Reverte, publicado en 2012 por la editorial Alfaguara. Desde su puesta en venta se convirtió en uno de los libros más vendidos en España.

## Argumento
A través de cuatro décadas de historia del siglo XX Max Costa y Mecha viven su historia de amor en lugares como Buenos Aires en 1928, en Niza durante la Guerra Civil Española y en los años más convulsos de la Guerra fría.